# Phyllorhinichthys micractis
Phyllorhinichthys micractis är en fiskart som beskrevs av Pietsch, 1969. Phyllorhinichthys micractis ingår i släktet Phyllorhinichthys och familjen Oneirodidae. Inga underarter finns listade i Catalogue of Life.